# Chrysina modesta
Chrysina modesta är en skalbaggsart som beskrevs av Sturm 1843. Chrysina modesta ingår i släktet Chrysina och familjen Rutelidae. Inga underarter finns listade i Catalogue of Life.